# Dalbergia stenophylla
Dalbergia stenophylla är en ärtväxtart som beskrevs av David Prain. Dalbergia stenophylla ingår i släktet Dalbergia, och familjen ärtväxter. Inga underarter finns listade i Catalogue of Life.